# Milhau (Gard)
Milhau (en francès Milhaud) és un municipi francès situat al departament del Gard i a la regió d'Occitània.